# Ammophila (grassenfamilie)
Ammophila is een geslacht van planten uit de grassenfamilie (Poaceae). De soorten van dit geslacht komen voor in Afrika, Azië, Australië, Europa en Noord-Amerika.

## Soorten
Van het geslacht zijn de volgende soorten bekend:
- Ammophila arenaria  (helm)
- Ammophila arundinacea
- Ammophila baltica  (noordse helm)
- Ammophila breviligulata
- Ammophila brevipilis
- Ammophila champlainensis
- Ammophila curtissii
- Ammophila littoralis
- Ammophila longifolia
- Ammophila pallida
- Ammophila villosa

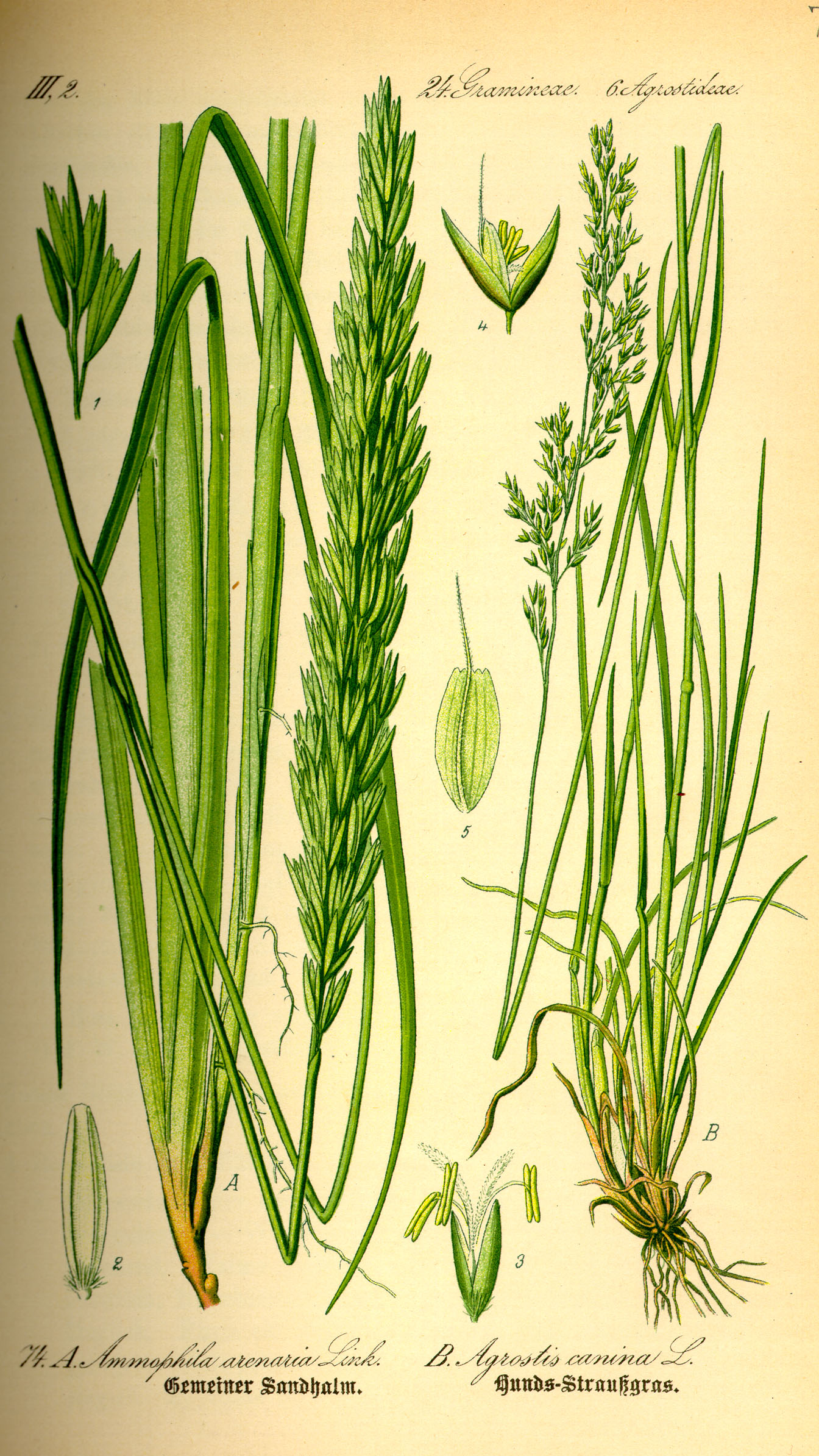
Helm (links)
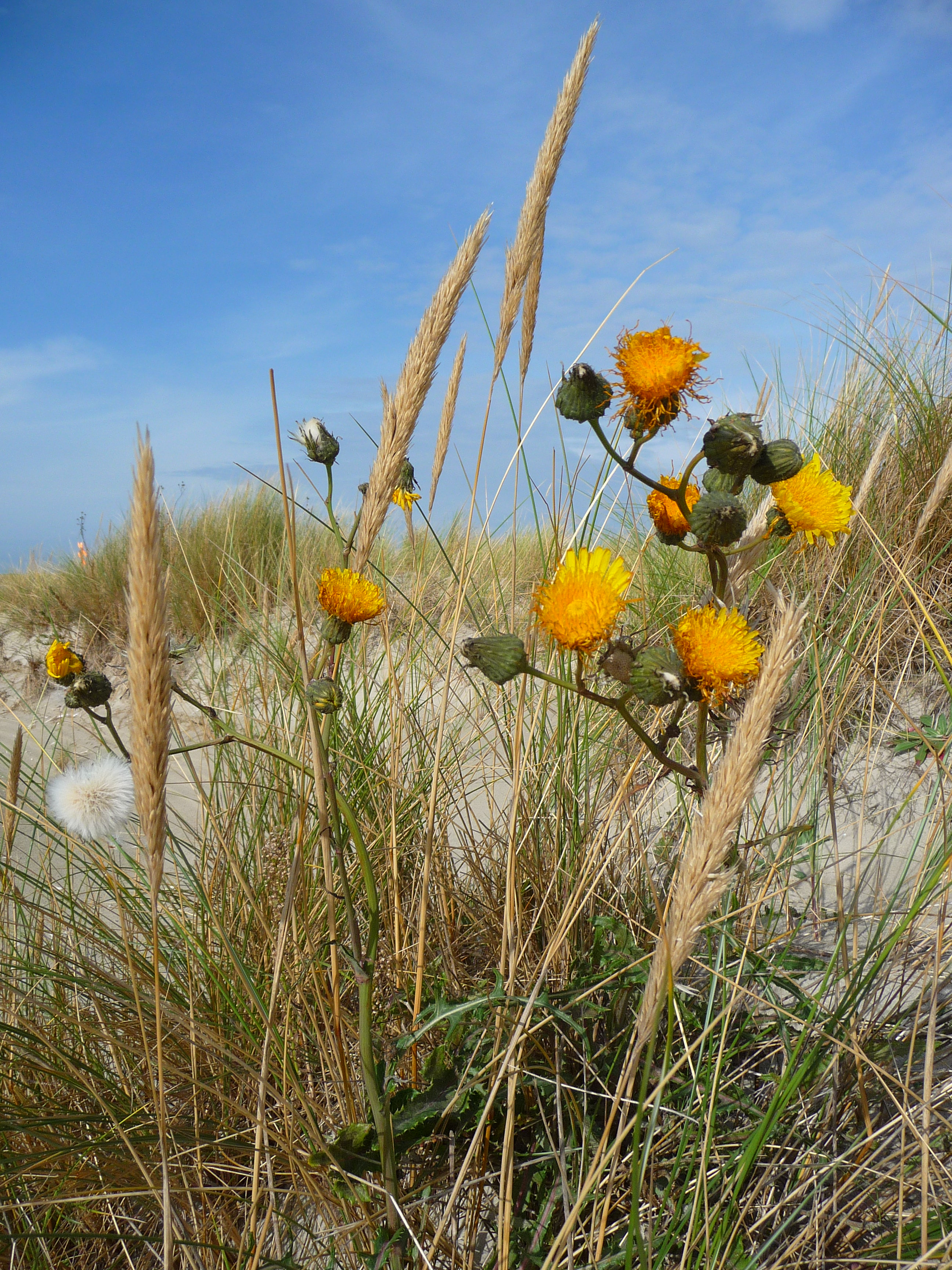
Akkermelkdistel en helmaren
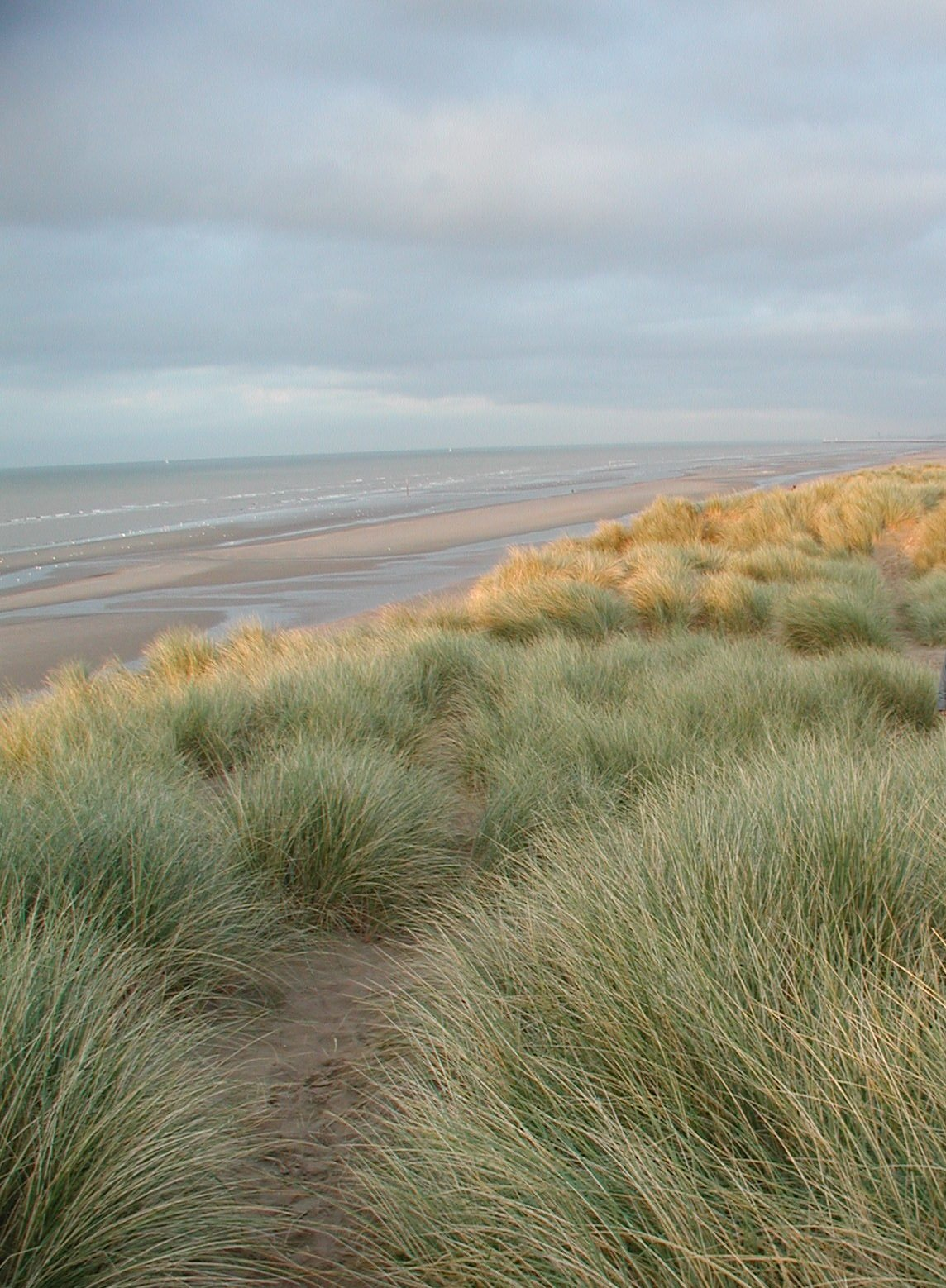
Helmaanplant duinen
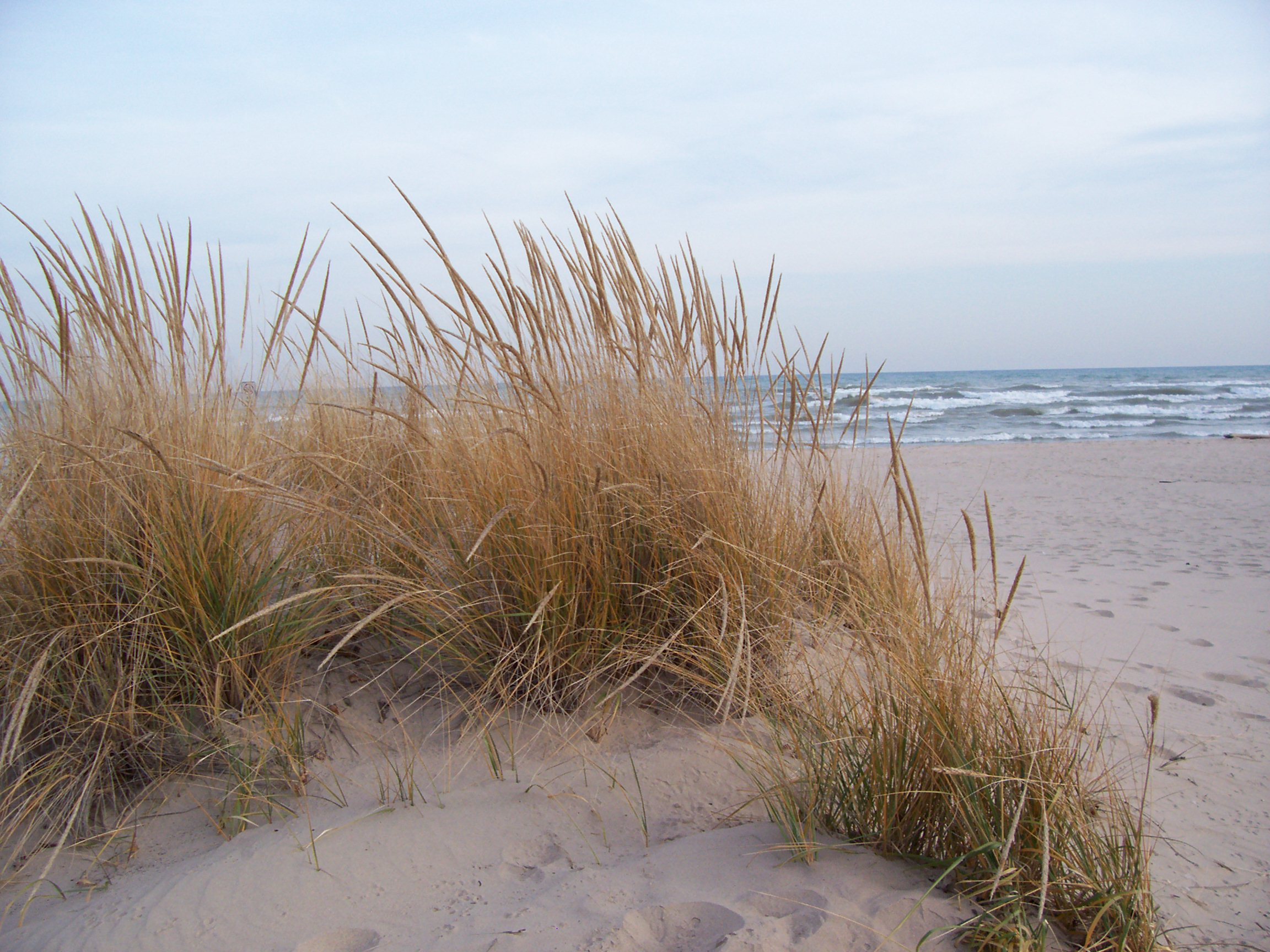
Ammophila breviligulata